# Corregimiento del Cuzco
El corregimiento del Cuzco fue una institución virreinal de administración de justicia y recaudación fiscal con sede en la ciudad del Cuzco. El corregimiento del Cuzco estaba bajo la jurisdicción de la Real Audiencia de Lima, en el Virreinato del Perú.

## Creación y división territorial
Creado como corregimiento de españoles, alrededor de 1548, por disposición de Pedro de la Gasca. Durante los siglos XVII y XVIII, comprendía bajo su autoridad, como cabeza de corregimiento, los siguientes corregimientos de indios:
- Abancay
- Andaguaylas
- Los Andes (o Paucartambo)
- Asillo y Asángaro
- Aymaraes
- Canas y Canches (o Tinta)
- Caravaya
- Cavana y Cavanilla
- Chilques y Masques (o Paruro)
- Chumbibilcas
- Cotabambas
- Lampa
- Omasuyos
- Parinacochas
- Quispicanchis
- Urubamba (o Yucay)
- Vilcabamba

El corregidor del Cuzco era nombrado por el Rey para un periodo de tres años prorrogables durante dos o más hasta que el sucesor fuera designado; o por la Real Audiencia, en caso de vacancia, y solo por el término de un año.

## Lista de corregidores del Cuzco

### Del siglo XVI
- Benito Suárez de Carbajal (1548)
- Juan de Saavedra (1550)
- Alonso de Alvarado (1550)
- Gil Ramírez Dávalos (1553)
- Francisco Hernández Girón (1553)
- Juan de Saavedra (1554)
- Diego de Alvarado (1554)
- Alonso Álvarez de Hinojosa (1554)
- Sebastián Garcilaso de la Vega (1554)
- Juan Baptista Muñoz (1556)
- Juan Polo de Ondegardo (1558)
- Pedro Ramírez de Quiñones (1560)
- Gregorio González de Cuenca (1561)
- Diego Maldonado (1562)
- Juan de Sandoval (1563)
- Diego López de Zúñiga (1565)
- Juan Remón (1567)
- Gabriel de Loarte (1572)
- Gabriel Paniagua de Loaysa (1575)
- Jerónimo Pacheco (1578)
- Pedro de Córdova Messía (1581)
- Martín Dolmos (1582)
- Alonso de Porras y Santillán (1583)
- Antonio Osorio (1590)
- Gabriel Paniagua de Loaysa (1596)
- Francisco de Saavedra (Justicia Mayor, 1558)
- Pedro Pacheco
- Jerónimo de Costilla

### Del siglo XVII
- Pedro de Córdoba Messía  (1603-1616).
- Diego de Guzmán y Córdoba (1616-1619).
- Gregorio Arce de Sevilla (1619), juez mayor.
- Gabriel Paniagua de Loaysa (1619-1620), interino.
- Nicolás de Mendoza Carvajal  (1620-1622).
- Antonio de Ulloa y Contreras (1622-1624).
- Felipe Manrique de Lara (1624-1631).
- Francisco Sarmiento de Sotomayor  (1631-1640)
- Florián Girón de Montenegro (1640-1641).
- Diego Jerónimo de Leyva  (1641-1644)
- Luis Osorio de Lodio  (1644-1646)
- Fernando de Castilla Altamirano  (1646-1648)
- Juan de Salas y Valdez (1648-1650).
- Juan de la Cerda y de la Coruña (1650-1652).
- Francisco de Carvajal y Vargas  (1652-1653), interino.
- Fernando de Cartagena y Santa Cruz (1653), interino.
- Joseph de Idiáquez Isasi  (1653-1656).
- Francisco Olivares de Figueroa  (1656-1659).
- Martín de la Riva Herrera (1659-1662).
- Gabriel Guerrero de Luna  (1662-1663), interino.
- Luis Ibáñez de Segovia y Peralta  (1663-1668).
- Pedro de Vallejo y Cañiedo  (1668/1669-1670).
- Blas Ramiro Maldonado (1668-1669).
- Alonso Pérez de Guzmán y Marañón  (1670-1676).
- Nuño de Espínola Villavicencio  (1676-1682)
- Pedro de Balbín (1682-1690)
- Luis Joseph César Scazuola  (1690-1696)
- Juan Fernando Calderón de la Barca  (1696-1699)
- José de la Torre Vela  (1699-1701)
- Antonio de Figueroa y Bravo

### Del siglo XVIII
- Diego de Esquivel y Jaraba  (1701-1702), justicia mayor.
- Fernando de la Fuente y Rojas  (1702-1707).
- Diego de Esquivel y Navia (1707), interino.
- Rodrigo Venegas de Córdoba  (1707-1713).
- Diego de Esquivel y Navia (1713-1718).
- Juan de Armaza y Arregui (1718-1724).
- Francisco Arias de Saavedra y de la Cueva (1724-1726).
- Ignacio Soroeta (1726-1729), justicia mayor.
- Francisco Arias de Saavedra y de la Cueva (1729-1731).
- Gaspar de Cedillo (1731-1733).
- Fernando Rodríguez (1733-1739).
- José Cayetano Hurtado Dávila  (1739-1742).
- José Agustín Pardo de Figueroa  (1742-1744).
- Juan Joseph de Molleda (1744-1749).
- Cayetano López de Cangas (1749-1752).
- Blas López de Cangas (1754).
- Manuel Antonio Jiménez de Lobatón y Costilla  (1755-1757).
- Joaquín Farfán de los Godos (1757), justicia mayor.
- Bernardo Antonio Ramírez Tinajero (1758-1760).
- José Manrique de Guzmán (1760).
- Pedro Jerónimo Manrique (1762-1767).
- Pedro Lefdal y Melo (1768-1770).
- Manuel López de Castilla (1773-1776).
- Fernando Inclán y Valdez (1777).
- Antonio de Arriaga y Gurbista (1778-1780)
- Matías Baulén de Aponte y Fonseca (1784-1785).
- Antonio Pereira y Ruiz